# ケプラー27
| 太陽 | ケプラー27A |
| ---- | ----------- |
| 太陽 | Exoplanet   |

ケプラー27 (英語: Kepler-27) とは、地球からはくちょう座の方向に約3,500光年離れた位置に存在する恒星である。見かけの明るさは16等級で、肉眼で観測することはできない。太陽よりやや小さい質量と半径を持つG型主系列星とされているが、2024年に1.975秒角離れた位置にある有効温度が約 3,600 K の赤色矮星を伴星に持つ連星系であると判明した。主星であるケプラー27A系の周囲には3つの太陽系外惑星が公転していることが知られている。

## 惑星系
ケプラー宇宙望遠鏡によるトランジット法での観測から、2012年に主星ケプラー27Aの周囲を公転する2つの太陽系外惑星が発見され、ケプラー27bとケプラー27cと命名された。この2つの惑星は共に天王星と土星の間の大きさを持つであるが、その割に質量がかなり小さいスーパーパフの特徴がみられる。2022年には、この2つの惑星よりもさらに内側の軌道を公転している惑星ケプラー27dが深層学習を用いたデータ解析から新たに発見された。また、ケプラー宇宙望遠鏡による観測からは、これらの惑星よりもかなり公転周期が長いと考えられている2つの別の惑星候補も検出されている。
| 名称 （恒星に近い順） | 質量              | 軌道長半径 （天文単位） | 公転周期 (日) | 軌道離心率 | 軌道傾斜角 | 半径             |
| --------------------- | ----------------- | ----------------------- | ------------- | ---------- | ---------- | ---------------- |
| d                     | —                 | —                       | 6.5463        | —          | —          | 0.241 RJ         |
| b                     | 0.1320 ± 0.018 MJ | 0.118                   | 15.3348       | —          | —          | 0.522 ± 0.024 RJ |
| c                     | 0.0670 ± 0.011 MJ | 0.191                   | 31.3309       | —          | —          | 0.640 ± 0.029 RJ |